# 豊岡村 (愛知県渥美郡)
豊岡村（とよおかむら）は、かつて渥美郡に属し、豊橋市の市制施行の年に豊橋と合併した愛知県下に存在した村である。現在の豊橋市の東部にあたる。

## 歴史
- 1889年（明治22年）10月1日 - 町村制施行。渥美郡の東田村、瓦町村、岩崎村、岩田村、三ノ輪村、飯村の合併とともに渥美郡豊岡村が発足[1]。
- 1906年（明治39年）7月15日 - 渥美郡豊岡村は同郡花田村とともに、同郡豊橋町に編入[1]。渥美郡豊橋町の一部となる。

## かつての村域
- 朝倉川 - 村境の川。川の北は八名郡。
- 臨済寺 - 三河吉田藩主の小笠原氏の菩提寺。茶道宗徧流とも縁が有る。
- 全久院 - 戸田全久（宗光）の菩提寺。曹洞宗の宗祖道元直筆の正法眼蔵（山水経）等が有る。
- 二連木城 - 戸田氏の居城のひとつ。
- 豊橋市民球場
- 愛知県立豊丘高等学校（注、ゆたかがおか　と読む）
- 葦毛湿原

## 豊岡の名を用いられた例
- 豊橋市豊岡町 - 地名に残る。
- 豊橋市立豊岡中学校
- 豊岡尋常小学校（現在の豊橋市立東田小学校）